# Sabaria rufipennis
Sabaria rufipennis är en fjärilsart som beskrevs av W. Warren 1898. Sabaria rufipennis ingår i släktet Sabaria och familjen mätare. Inga underarter finns listade.